# Samvel Chakhramanian
Samvel Chakhramanian (en arménien : Սամվել Շահրամանյան), né le 1er décembre 1978, est un homme d'État arménien du Haut-Karabagh, président de la République de 2023 à 2025.

## Carrière politique
Samvel Chakhramanian est un proche collaborateur de l'ancien président de l'Artsakh, Bako Sahakian, sous le mandat duquel il est le directeur du Service de sécurité nationale de l'Artsakh de 2018 à 2020. Le 29 mai 2020, il est nommé ministre de l'Éducation militaire patriotique, de la Jeunesse, des Sports et du Tourisme et élevé au grade de général de division dans l'armée de défense de l'Artsakh. En janvier 2023, il est nommé secrétaire du Conseil de sécurité.
Le 29 août 2023, le président Arayik Haroutiounian déclare qu'il envisage de démissionner et d'aller servir dans la milice de l'Artsakh. Le 31 août, Haroutiounian annonce sa démission en tant que président de la république d'Artsakh en même temps que le ministre d'État Gurgen Nersissian. Avant sa démission, dans son dernier décret, le président nomme Chakhramanian ministre d'État, lui conférant de vastes pouvoirs[réf. nécessaire]. Le président de l'Assemblée nationale, Davit Ichkhanian, assure l'intérim,.
Le 6 septembre 2023, Chakhramanian est désigné par trois partis parlementaires (Justice, Fédération révolutionnaire arménienne et Parti démocrate) comme candidat à la présidence. Plus tard, cette candidature est soutenue par la faction la plus importante du Parlement, Mère patrie libre-UCA. Lors de l'élection présidentielle du 9 septembre, Chakhramanian, qui est le seul candidat, est élu par 22 voix contre 1. Il est officiellement investi le lendemain pour terminer le mandat de son prédécesseur qui expire en 2025.
Alors que l'Arménie a reconnu la souveraineté de l'Azerbaïdjan, il se montre opposé au retour au giron azéri. Son mandat est cependant marqué par l'attaque azerbaïdjanaise du 19 septembre. Au terme de vingt-quatre heures de combats, les séparatistes déposent les armes. Un cessez-le-feu ainsi qu'une trêve sont décrétés au début de la journée du 20 septembre à la suite de la médiation des forces de maintien de la paix russes présentes sur place.
Le 28 septembre, Chakhramanian signe un décret prononçant la dissolution de la république du Haut-Karabagh et de toutes ses institutions à dater du 1er janvier 2024. Le 4 octobre, il se réfugie en Arménie,.
Le gouvernement en exil de la république d'Artsakh s'installe le 16 octobre 2023 dans les locaux de la représentation diplomatique à Erevan. Alors que des déplacés arméniens du Haut-Karabagh y organisent le 20 octobre une manifestation à ses abords, Chakhramanian déclare avoir signé le décret de dissolution dans le but de préserver les vies des civils d'un assaut azéri. Il ajoute qu'« aucun document » ne peut abolir « la République d'Artsakh [, qui] n'est pas dissoute ». En mars 2024, Chakhramanian déclare le gouvernement et les institutions en exil en Arménie. Cette déclaration est désavouée par le Premier ministre arménien Nikol Pachinian, qui menace les dirigeants de la République de représailles.
Son mandat prend fin le 21 mai 2025 et ses pouvoirs sont de facto exercés par Achot Danielian, élu président du Parlement le même jour.